# 순위-크기 분포

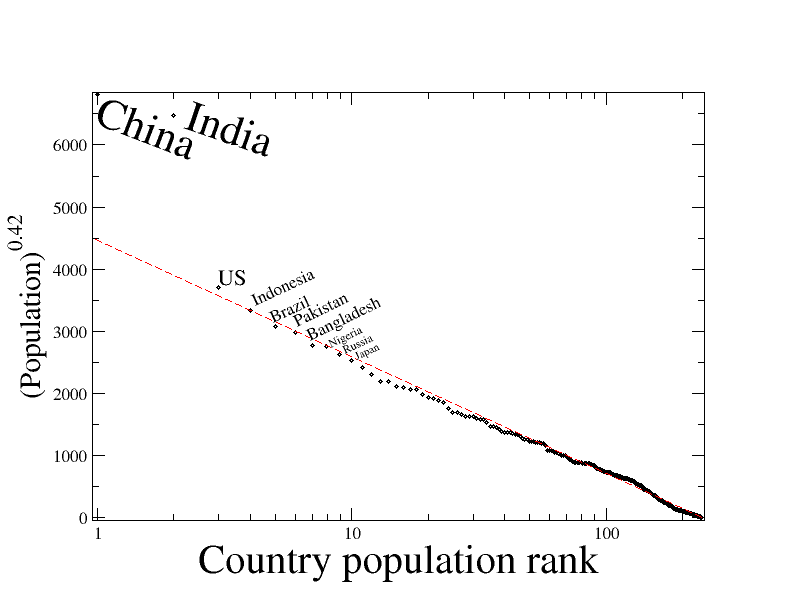
국가 인구의 순위-규모 분포는 신장된 지수 함수 분포를 따르며 킹인 중화인민공화국과 인도의 경우가 예외를 보인다.

순위-규모 분포(Rank–size distribution)는 크기를 기준으로 내림차순으로 정렬한 크기 분포이다. 예를 들어 데이터 세트가 5, 100, 5, 8의 크기 항목으로 구성되어 있다면 순위-규모 분포는 100, 8, 5, 5 (1위부터 4위)이다. 이는 원본 데이터가 도수 분포에서 온 경우 순위-빈도 분포(rank–frequency distribution)라고도 알려져 있다. 이 분포는 도시 규모나 단어 빈도와 같이 데이터 규모가 크게 달라지는 경우에 특히 흥미롭다. 이러한 분포는 특정 순위 범위에서 적어도 근사적으로 멱법칙 분포, 또는 덜 알려진 신장된 지수 함수나 포물선형 프랙탈 분포를 따르는 경우가 많다. 자세한 내용은 아래를 참조하라.
순위-규모 분포는 확률 분포 또는 누적 분포 함수가 아니다. 오히려 이는 역순으로 된 분위수함수(역누적 분포)의 이산 형태로, 주어진 순위에 있는 요소의 크기를 제공한다.

## 간단한 순위-규모 분포
도시 인구의 경우, 한 국가, 지역 또는 전 세계에서 발생하는 분포는 가장 큰 도시를 특징으로 하며 다른 도시들은 그에 비해 크기가 감소하는데, 처음에는 빠르게 감소하다가 나중에는 더 느리게 감소한다. 이 때문에 몇 개의 대도시와 훨씬 더 많은 수의 작은 도시가 존재하게 된다. 예를 들어 3위 도시는 한 국가에서 가장 큰 도시 인구의 3분의 1을 가질 것이고, 4위 도시는 가장 큰 도시 인구의 4분의 1을 가질 것이다.

## 분할

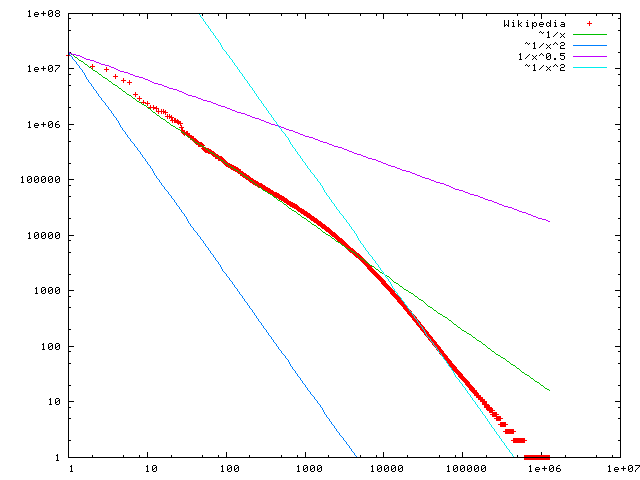
영어 위키백과의 단어 빈도 그래프로, 서로 다른 행동을 보이는 세 구간을 보여준다.

순위-규모 (또는 순위-빈도) 분포는 종종 범위로 분할된다. 이는 특히 시장세분화를 위해 다소 임의적으로 또는 외부 요인 때문에 자주 수행되지만, 순위에 따라 뚜렷한 행동이 나타나기 때문일 수도 있다.
가장 간단하고 흔하게, 분포는 머리와 꼬리라는 두 부분으로 나뉠 수 있다. 분포가 세 부분으로 나뉘는 경우, 세 번째 (중간) 부분은 일반적으로 중간이라는 여러 용어를 가지며, 배, 몸통, 본체라고도 불린다. 여기에는 자주 몇 가지 형용사가 추가되는데, 가장 중요한 것은 긴 꼬리, 뚱뚱한 배, 두툼한 중간 등이다. 보다 전통적인 용어로는 상위층, 중위층, 하위층이라고 부를 수 있다.
이러한 층의 상대적인 크기와 가중치 (각 층의 순위 수, 그리고 주어진 층의 총 인구 비율)는 확률 분포의 비대칭도 또는 첨도와 유사하게 분포를 질적으로 특징짓는다. 즉, 소수의 상위 구성원 (음반 산업의 수익처럼 무거운 머리)이 지배하는가, 아니면 많은 소수의 구성원 (인터넷 검색 쿼리처럼 무거운 꼬리)이 지배하는가, 아니면 다른 방식으로 분포되어 있는가? 실제적으로 이는 전략을 결정한다. 어디에 초점을 맞춰야 하는가?
이러한 구분은 다양한 이유로 이루어질 수 있다. 예를 들어, 인터넷 커뮤니티에서 90%의 참가자는 콘텐츠만 보고, 9%의 참가자는 콘텐츠를 편집하며, 1%의 참가자는 새로운 콘텐츠를 적극적으로 생성한다고 가정하는 90–9–1 원칙과 같이 인구의 다른 속성에서 발생할 수 있다. 또 다른 예로, 마케팅에서 개인 전화와 같은 맞춤형 관심을 받는 모든 구성원을 머리로 실용적으로 간주할 수 있다. 반면 꼬리는 맞춤형 관심을 받지 못하는 나머지 모든 것이며, 예를 들어 정형 서신을 받는 것이고, 경계는 단순히 자원이 허용하는 지점이나 사업상 중단하는 것이 합리적인 지점에 설정된다.
순전히 양적으로 분포를 머리와 꼬리로 나누는 전통적인 방법은 머리를 순위의 처음 p 부분으로 간주하는 것으로, 이는 전체 인구의 {\displaystyle 1-p}를 차지한다. 이는 상위 20%(머리)가 전체 인구의 80%를 구성하는 80:20 파레토 법칙과 같다. 정확한 경계는 분포에 따라 다르며(각 분포는 단일한 이러한 경계점을 가진다) 멱법칙의 경우 파레토 지수에서 계산할 수 있다.
각 층은 순위에 따라 분포의 동작에 실제 변화가 발생하여 자연스럽게 나타날 수 있다. 가장 흔한 것은 킹 효과로, 상위 몇 개의 항목의 동작이 나머지 패턴에 맞지 않는 경우이다. 이는 국가 인구에 대한 상단 그림과 영어 위키백과에서 가장 흔한 단어에 대한 위 그림에서 잘 설명된다. 더 높은 순위의 경우, 동작이 어느 시점에서 변경될 수 있으며, 다른 지역에서 다른 관계로 잘 모델링될 수 있다. 전체적으로 구간별 함수로 모델링될 수 있다. 예를 들어, 두 개의 다른 멱법칙이 다른 지역에서 더 잘 맞는다면 전체 관계에 대해 부러진 멱법칙을 사용할 수 있다. 영어 위키백과의 단어 빈도 (위)도 이를 보여준다.
선호적 결합(직관적으로 "부자는 더 부유해진다"와 "성공은 성공을 낳는다")에서 발생하는 율-사이먼 분포는 부러진 멱법칙을 시뮬레이션하며 단어 빈도 대 순위 분포를 "매우 잘 포착"하는 것으로 나타났다. 이 분포는 서로 다른 종의 인구 대 순위를 설명하려는 시도에서 비롯되었다. 또한 도시 인구 대 순위를 더 잘 설명하는 것으로 나타났다.

## 순위-규모 규칙
순위-규모 규칙은 도시 규모, 기업 규모, 입자(모래 등) 규모, 강 길이, 단어 사용 빈도, 개인 간의 부의 분배를 포함한 많은 현상에서 나타나는 놀라운 규칙성을 설명한다.
이들은 모두 지프의 법칙, 율 분포, 파레토 분포와 같은 멱법칙을 따르는 실제 관측치이다. 특정 국가 또는 전 세계의 도시 인구 규모를 순위 매기고, 순위와 도시 인구의 자연로그를 계산하면 선형 패턴이 나타나는 그래프를 얻을 수 있다. 이것이 순위-규모 분포이다.

## 단순 순위-규모 분포에 대한 알려진 예외
지프의 법칙은 많은 경우에 잘 적용되지만, 많은 국가에서 가장 큰 도시에는 잘 맞지 않는 경향이 있다. 한 가지 종류의 편차는 킹 효과로 알려져 있다. 2002년 연구에 따르면 지프의 법칙은 73개국 중 53개국에서 기각되었는데, 이는 무작위 확률로 예상되는 것보다 훨씬 많다. 이 연구는 또한 파레토 지수의 변동이 규모의 경제 또는 운송 비용과 같은 경제 지리 변수보다 정치 변수에 의해 더 잘 설명된다는 것을 발견했다. 2004년 연구에 따르면 지프의 법칙은 6개국에서 가장 큰 5개 도시에 잘 적용되지 않았다. 부유한 국가에서는 분포가 예측보다 평평했다. 예를 들어, 미국에서는 가장 큰 도시인 뉴욕이 2위 도시인 로스앤젤레스보다 두 배 이상 인구가 많지만, 두 도시의 대도시권(또한 미국에서 가장 큰 두 곳)은 인구가 훨씬 비슷하다. 대도시권 인구에서 뉴욕은 로스앤젤레스보다 1.3배만 더 크다. 다른 국가에서는 가장 큰 도시가 예상보다 훨씬 더 지배적이었다. 예를 들어, 콩고 민주 공화국에서는 수도인 킨샤사가 2위 도시인 루붐바시보다 8배 이상 크다. 가장 작은 도시를 포함한 전체 도시 분포를 고려할 때, 순위-규모 규칙은 성립하지 않는다. 대신 분포는 로그 정규 분포를 따른다. 이는 비례 성장의 지브라트의 법칙에서 비롯된다.
예외를 쉽게 찾을 수 있기 때문에 오늘날 도시 분석을 위한 규칙의 기능은 다른 국가의 도시 체계를 비교하는 것이다. 순위-규모 규칙은 도시 수위를 설정하는 일반적인 기준이다. 미국이나 중화인민공화국과 같은 분포는 수위 패턴을 보이지 않지만, 지배적인 "주요 도시"가 있는 국가는 순위-규모 규칙에서 정반대로 분명히 벗어난다. 따라서 이 규칙은 가장 큰 도시가 보이는 지배 정도에 따라 국가(또는 지역) 도시 시스템을 분류하는 데 도움이 된다. 예를 들어, 주요 도시가 있는 국가는 일반적으로 그러한 도시 패턴을 설명하는 식민지 역사를 가지고 있었다. 만약 정상적인 도시 분포 패턴이 순위-규모 규칙을 따를 것으로 예상된다면(즉, 순위-규모 원칙이 중심지 이론과 상관관계가 있다면), 규칙을 따르지 않는 분포를 가진 국가나 지역은 정상적인 분포 패턴을 변경시킨 어떤 조건을 경험했다는 것을 시사한다. 예를 들어, 중화인민공화국과 미국과 같은 큰 국가 내에 여러 지역이 존재하면 규칙이 예측하는 것보다 더 많은 대도시가 나타나는 패턴을 선호하는 경향이 있다. 반대로, 훨씬 더 큰 지역에 (예: 식민지적으로/경제적으로) 연결되어 있던 작은 국가는 가장 큰 도시가 다른 도시에 비해 규칙에 비해 훨씬 더 큰 분포를 보일 것이다. 이론적으로 도시의 과도한 크기는 해당 국가나 지역 내에서 중심지 이론이 예측할 자연적인 계층 구조보다는 더 큰 시스템과의 연결에서 비롯된다.

## 같이 보기
- 파레토 법칙
- 긴 꼬리

## 참고 문헌
- Brakman, S.; Garretsen, H.; Van Marrewijk, C.; Van Den Berg, M. (1999). 《The Return of Zipf: Towards a Further Understanding of the Rank–Size Distribution》. 《Journal of Regional Science》 39. 183–213쪽. doi:10.1111/1467-9787.00129. S2CID 56011475.
- Guérin-Pace, F. (1995). 《Rank–Size Distribution and the Process of Urban Growth》. 《Urban Studies》 32. 551–562쪽. doi:10.1080/00420989550012960. S2CID 154660734.
- Reed, W.J. (2001). 《The Pareto, Zipf and other power laws》. 《Economics Letters》 74. 15–19쪽. doi:10.1016/S0165-1765(01)00524-9.
- 더글러스 R. 화이트, 로랑 탐바용, 나타샤 케이자르. 2008. 세계사적 시스템에서 도시 규모 분포의 진동 역학. 진화 과정으로서의 세계화: 글로벌 변화 모델링. 조지 모델스키, 테살레노 데베자스, 윌리엄 R. 톰슨 편집. 런던: 루틀리지. ISBN 978-0-415-77361-4
- 지역 과학에서 에이전트 기반 모델의 사용—순위-규모 분포를 설명하는 에이전트 기반 시뮬레이션 연구.